# Louie Hinchliffe
Louie Hinchliffe (Sheffield, 18 de julio de 2002) es un deportista británico que compite en atletismo, especialista en las carreras de velocidad. Participó en los Juegos Olímpicos de París 2024, obteniendo una medalla de bronce en la prueba de 4 × 100 m.

## Palmarés internacional
| Juegos Olímpicos | Juegos Olímpicos | Juegos Olímpicos  | Juegos Olímpicos |
| Año              | Lugar            | Medalla           | Prueba           |
| ---------------- | ---------------- | ----------------- | ---------------- |
| 2024             | París (Francia)  | Medalla de bronce | 4 × 100 m        |